# (4264) Karljosephine
(4264) Karljosephine est un astéroïde de la ceinture principale.

## Description
(4264) Karljosephine est un astéroïde de la ceinture principale. Il fut découvert le 2 octobre 1989 à Siding Spring par Karl F. J. Cwach. Il présente une orbite caractérisée par un demi-grand axe de 2,42 UA, une excentricité de 0,28 et une inclinaison de 3,5° par rapport à l'écliptique.

## Compléments